# تل قلعه رونیز
تل قلعه رونیز مربوط به دوران‌های تاریخی پس از اسلام است و در رونیز، شمال غربی شهر واقع شده و این اثر در تاریخ ۱۲ بهمن ۱۳۸۱ با شمارهٔ ثبت ۷۱۶۷ به‌عنوان یکی از آثار ملی ایران به ثبت رسیده است.